# Troupes frontalières soviétiques

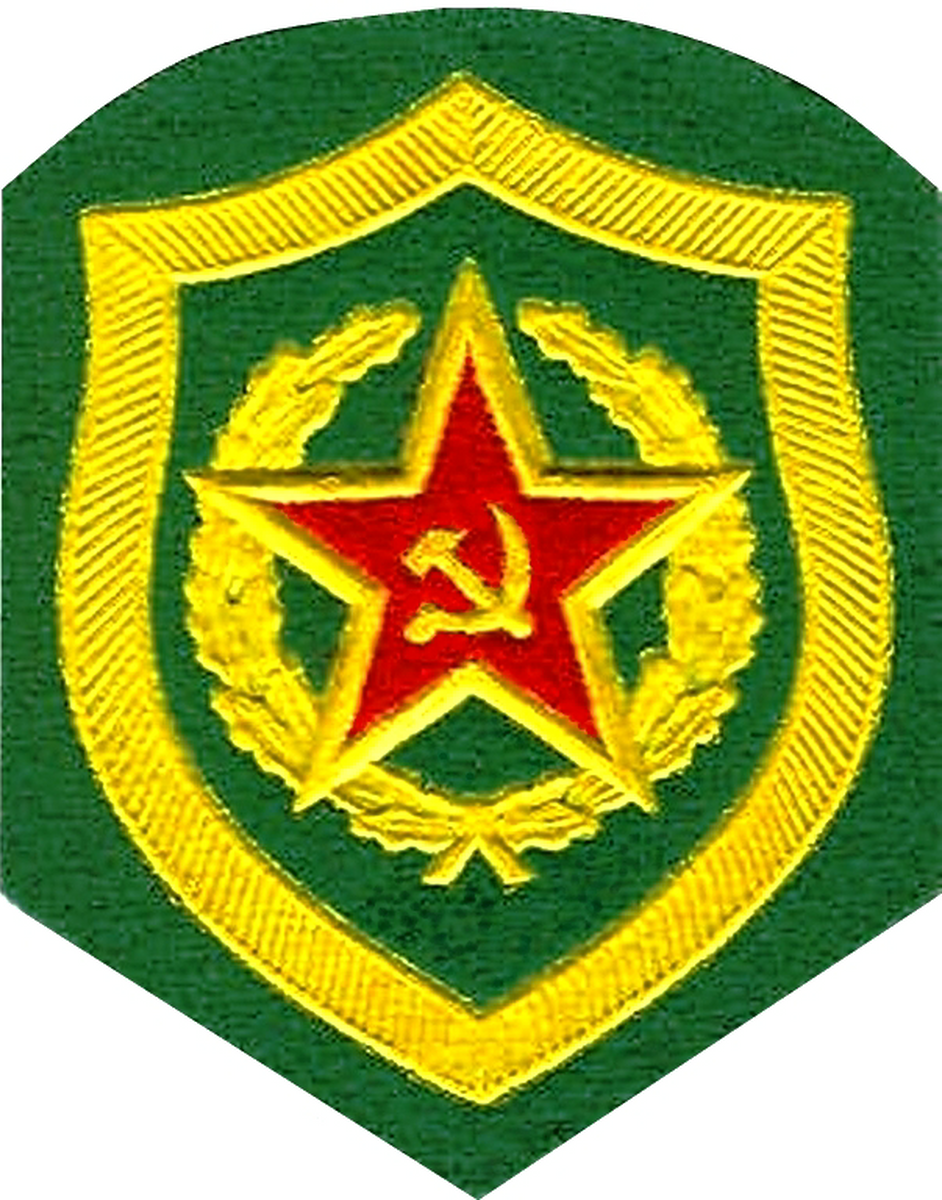
Emblème des troupes frontalières soviétiques.

Les troupes frontalières soviétiques (en russe : Пограничные войска СССР) étaient les gardes-frontières militarisés de l'Union des républiques socialistes soviétiques (URSS), elle étaient subordonnés aux polices politiques, le KGB depuis sa formation en 1954. 
Contrairement aux gardes-frontières de nombreux autres pays, elles comprenaient également les unités de garde-frontières maritimes et les unités d'aviation (c'est-à-dire une garde côtière).
Avec la dislocation de l'Union soviétique en 1991-1992, les troupes frontalières soviétiques ont été divisées entre les républiques constituantes de l'Union.

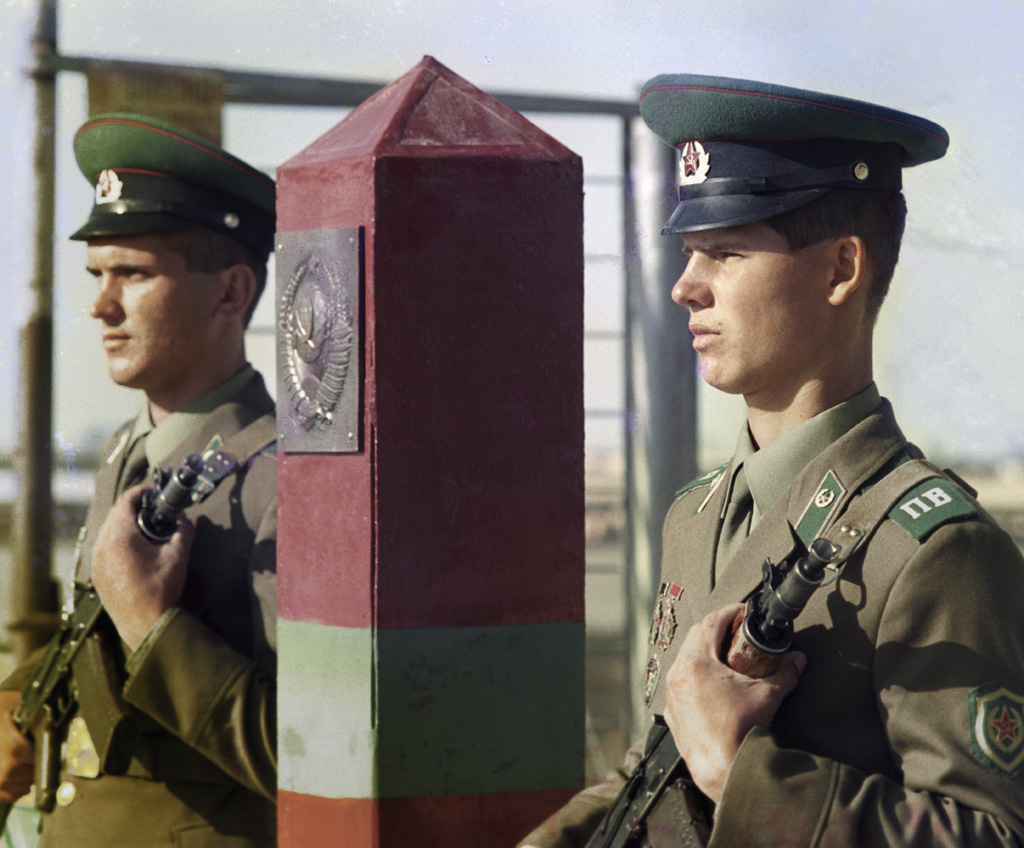
Troupes frontalières soviétiques sur le pont de l'Amitié Afghanistan-Ouzbékistan.
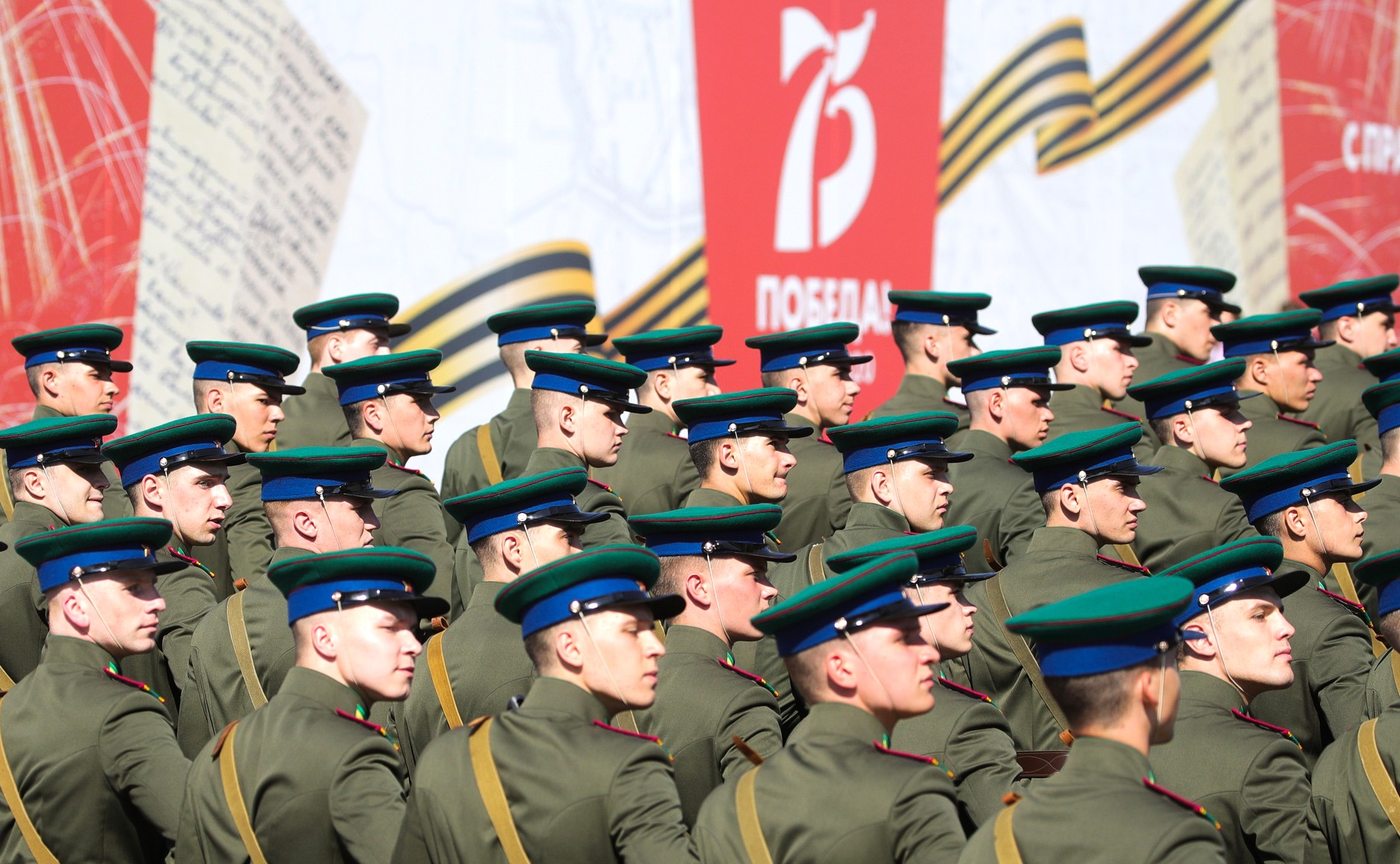
Militaires en uniformes des troupes frontalières de l'ère soviétique lors du Défilé du Jour de la Victoire 2020 (en) de Moscou.